# Un barrage contre le Pacifique (film, 2008)
Pour les articles homonymes, voir Un barrage contre le Pacifique (homonymie).
Pour plus de détails, voir Fiche technique et Distribution.
Un barrage contre le Pacifique est un film franco-belge réalisé par Rithy Panh et sorti en 2008.
Il s'agit de la deuxième adaptation du roman d’inspiration autobiographique de Marguerite Duras, Un barrage contre le Pacifique, publié en 1950.

## Synopsis
En Indochine française, au début des années 1930, une veuve, madame Dufresne, s’évertue à reconstruire des barrages pour protéger ses rizières des typhons de la mer de Chine tandis que ses enfants Joseph et Suzanne ne songent qu’à quitter leur misérable existence et le bungalow familial implanté au beau milieu de plaines marécageuses insalubres pour tenter de trouver une vie meilleure à la ville.

## Fiche technique
- Titre original : Un barrage contre le Pacifique
- Titre international : The Sea Wall
- Réalisation : Rithy Panh, assisté de Pascal Guérin
- Scénario : Rithy Panh et Michel Fessler d’après le roman éponyme de Marguerite Duras paru en (1950)
- Décors : Yan Arlaud
- Costumes : Édith Vesperini
- Photographie : Pierre Millon
- Son : Pierre Mertens
- Montage : Marie-Christine Rougerie
- Musique : Marc Marder

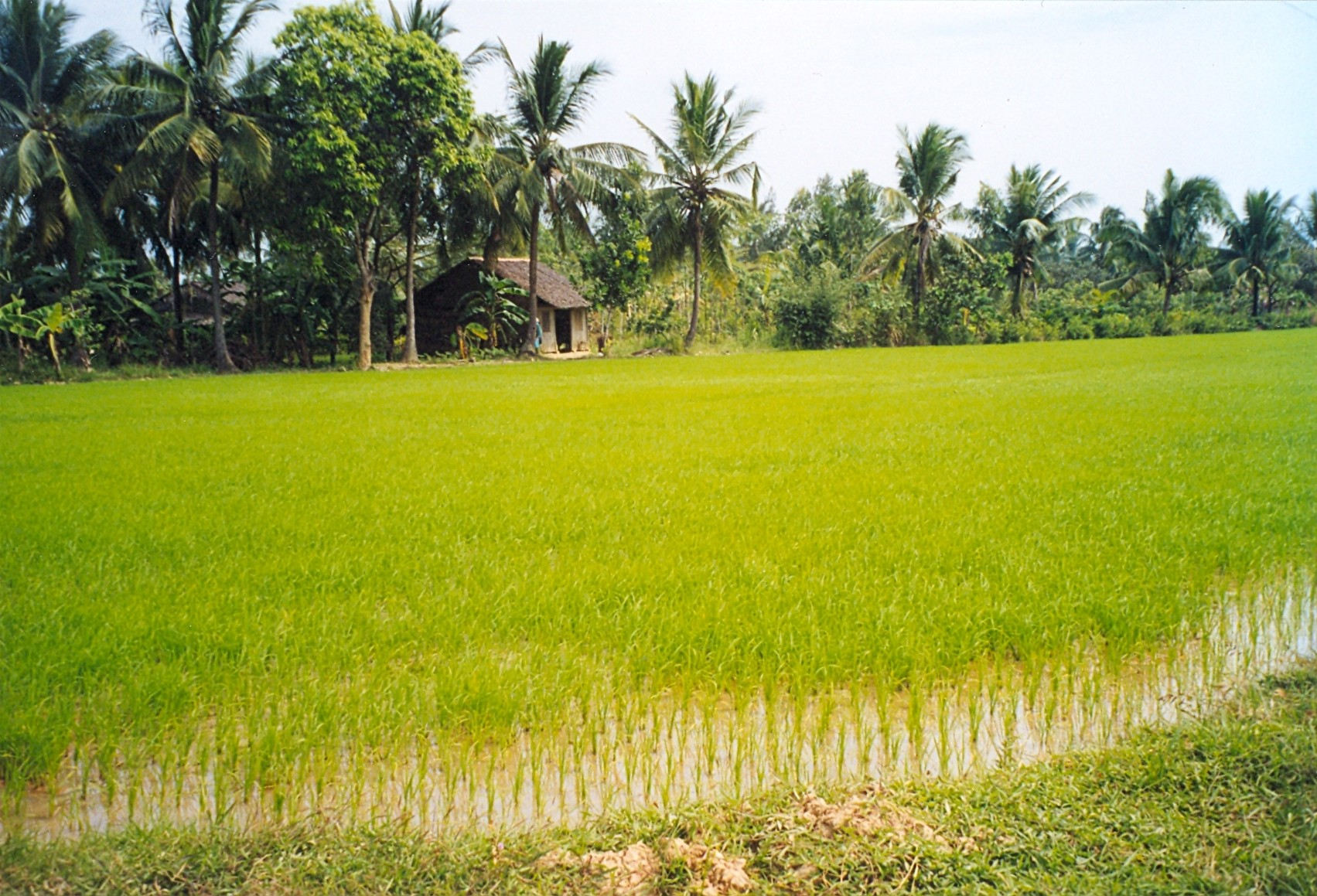
Rizière dans le delta du Mékong Cai Mon (Viêt Nam)

- Rizière dans le delta du Mékong  Cai Mon (Viêt Nam)Effets spéciaux numériques : Be Digital
- Scripte : Géraldine Depardon
- Casting : Gérard Moulévrier (ARDA)
- Productrice déléguée : Catherine Dussart
- Directeur de production : Pierre Wallon
- Sociétés de production : France 2 Cinéma (France), Canal+ (France), CNC (France), Arte France Cinéma (France), CDP (Catherine Dussart Production, France), Studio 37 (France), Scope Invest/Scope Pictures (Belgique)
- Sociétés de distribution : Diaphana Distribution (France), Films Distribution (étranger)
- Budget : 6,4 millions d'euros
- Pays d’origine :  France,  Belgique
- Langue originale : français
- Format : 35 mm — couleur — 1.85:1 — stéréo Dolby Digital SRD
- Genre : drame
- Durée : 117 minutes
- Dates de sortie : 
  - Canada - 9 septembre 2008 (Festival international du film de Toronto)
  - France - 7 janvier 2009[1]
- Classifications CNC : tous publics, art et essai
- Visa d'exploitation no 118169 délivré le 24 novembre 2008

## Distribution

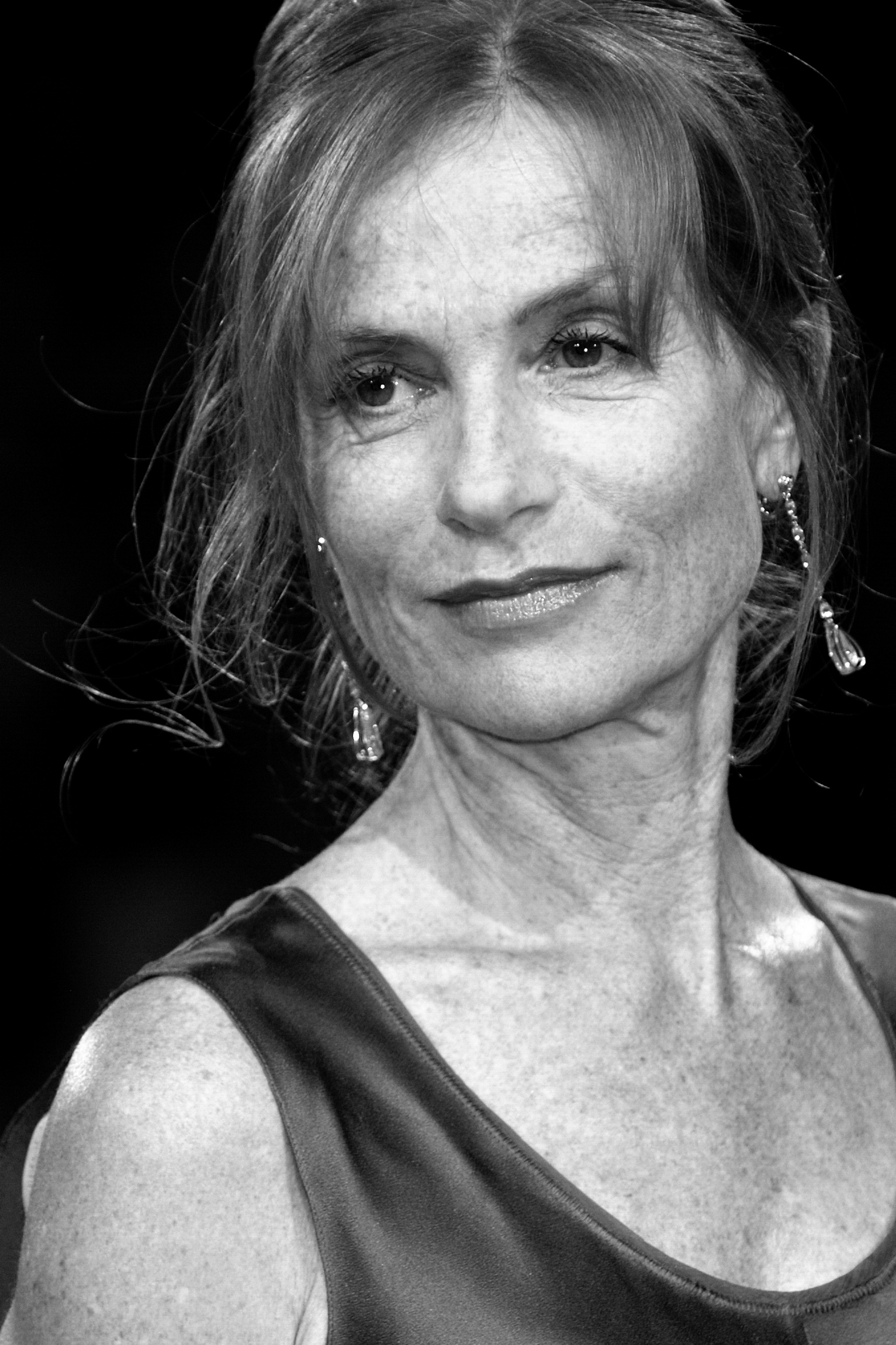
L'actrice principale Isabelle Huppert.

- Isabelle Huppert : Madame Dufresne, la mère
- Gaspard Ulliel : Joseph
- Àstrid Bergès-Frisbey : Suzanne
- Randal Douc : Monsieur Jo
- Stéphane Rideau : Agosti
- Lucy Harrison : Carmen
- Vincent Grass : Bart
- Ingrid Mareski : une cliente occidentale du restaurant « Chez Bart »
- Duong Vanthon

## Tournage
- Période de prises de vue : 11 semaines à partir du 8 octobre 2007[2].
- Extérieurs : Cambodge.

## Accueil
La réception critique du film a été globalement positive. Le Parisien évoque la puissance de film « qui passe par une vive sensualité ». Le Point loue le jeu de l'actrice Isabelle Huppert qui rend compte « des contradictions d'une femme tour à tour résignée et combative ». La Tribune relève que l'actrice Àstrid Bergès-Frisbey est « la jeune révélation du film ». Madame Figaro y voit un film d'une « beauté visuelle pure et dure » qui résiste « magistralement au temps qui passe ». Le Figaroscope déplore une adaptation « trop académique du roman de Marguerite Duras » tout en lui attribuant trois étoiles sur cinq. Toutefois, la revue Cahiers du cinéma souligne la mauvaise qualité de la mise en scène qui « instaure une infranchissable distance sans aucun des avantages de la distanciation ».

## Deuxième adaptation du roman de Duras
Le roman de Marguerite Duras, Un barrage contre le Pacifique, a précédemment été adapté sous le titre Barrage contre le Pacifique (This Angry Age) réalisé par René Clément, une coproduction italo-américaine sortie en 1958.